# Pechreuth (Naila)
Pechreuth ist ein Gemeindeteil der Stadt Naila im oberfränkischen Landkreis Hof in Bayern. Pechreuth liegt teils in der Gemarkung Lippertsgrün, teils in der Gemarkung Culmitz.

## Geografie
Der Weiler besteht aus zwei Siedlungen.

## Geschichte
Der Ort wurde 1551 erstmals schriftlich erwähnt. 1613 waren die Herren von Reitzenstein im Ort begütert, 1686 die Herren von Waldeck.
Pechreuth gehörte teils zur Realgemeinde Culmitz, teils zur Realgemeinde Lippertsgrün. Gegen Ende des 18. Jahrhunderts bestand Pechreuth aus fünf Anwesen. Die Hochgerichtsbarkeit hatten das bayreuthische Verwaltungsamt Schwarzenbach am Wald, das Rittergut Schwarzenstein, Rittergut Schwarzenbach und das Rittergut Lippertsgrün gemeinsam inne. Grundherren waren das Verwaltungsamt Schwarzenbach (1 Gütlein), das Rittergut Culmitz (2 Güter), das Rittergut Lippertsgrün (1 Frongütlein) und das Rittergut Naila-Erbsbühl (1 Erbgut).
Von 1797 bis 1810 unterstand Pechreuth dem Justiz- und Kammeramt Naila. Infolge des Ersten Gemeindeedikts wurde Pechreuth dem 1812 gebildeten Steuerdistrikt Culmitz zugewiesen. Ein Teil kam zur zugleich entstandenen Ruralgemeinde Culmitz, der andere Teil kam zur Ruralgemeinde Lippertsgrün. Am 1. Juli 1971 wurde Pechreuth mit Culmitz im Zuge der Gebietsreform in Bayern nach Naila eingemeindet, am 1. Mai 1978 erfolgte die Eingemeindung von Pechreuth mit Lippertsgrün. Beide Gemeindeteile wurden erst später zum heutigen Gemeindeteil Pechreuth vereinigt.

## Religion
Pechreuth ist evangelisch-lutherisch geprägt und war ursprünglich nach Schwarzenbach am Wald gepfarrt. Im Jahr 1951 entstand die Kirchengemeinde Naila. Die Martin-Luther-Kirche (Naila) bildet seit 2001 eine gemeinsame Pfarrei mit der Kirchengemeinde Döbra, wo sich der Sitz der Pfarrei befindet.